# Eldersburg
Eldersburg és una concentració de població designada pel cens dels Estats Units a l'estat de Maryland. Segons el cens del 2000 tenia 27.741 habitants.

## Demografia
Segons el cens del 2000, Eldersburg tenia 27.741 habitants, 9.138 habitatges, i 7.502 famílies. La densitat de població era de 267,3 habitants/km².
Dels 9.138 habitatges en un 44,1% hi vivien nens de menys de 18 anys, en un 72,2% hi vivien parelles casades, en un 7,1% dones solteres, i en un 17,9% no eren unitats familiars. En el 14,8% dels habitatges hi vivien persones soles el 7,2% de les quals corresponia a persones de 65 anys o més que vivien soles. El nombre mitjà de persones vivint en cada habitatge era de 2,92 i el nombre mitjà de persones que vivien en cada família era de 3,25.
Per edats la població es repartia de la següent manera: un 29,1% tenia menys de 18 anys, un 5,9% entre 18 i 24, un 31,9% entre 25 i 44, un 23,7% de 45 a 60 i un 9,4% 65 anys o més.
L'edat mediana era de 36 anys. Per cada 100 dones de 18 o més anys hi havia 98,4 homes.
La renda mediana per habitatge era de 70.851 $ i la renda mediana per família de 75.848 $. Els homes tenien una renda mediana de 51.473 $ mentre que les dones 34.728 $. La renda per capita de la població era de 25.639 $. Entorn de l'1,6% de les famílies i el 2,4% de la població estaven per davall del llindar de pobresa.

## Poblacions més properes
El següent diagrama mostra les poblacions més properes.